# Bázistranszformáció
Elemi bázistranszformációnak nevezzük a matematika területén azt a mátrixokkal végzett műveletsort, mely során egy vektor koordinátáit olyan új bázisra adjuk meg, melyben egy bázisvektort újra cserélünk.
Az operáció láncnak alapvetően fontos funkciója van a lineáris algebrában a mátrixok jellemzésénél, mivel elemi bázistranszformációval határozhatjuk meg bármely mátrix rangját (lineáris függő és független vektorok száma a vektortérben), illetve A(m×n) (ahol m=n) kvadratikus mátrixok inverz mátrixát is meghatározhatjuk, továbbá (akár parciálisan határozatlan) lineáris egyenletrendszerek megoldására is alkalmazható, melyekre pl. a Cramer-szabály már nem használható eleve az alapmátrix dimenziója miatt.

## Elemi bázistranszformációs eljárás műveletsora inverz mátrix meghatározására
Tekintsünk egy A(3×3) négyzetes mátrixot, mely a1=(1 0 1)T, a2=(0 -1 1)T, a3=(-2 1 0)T oszlopvektorokból áll. Mielőtt hozzákezdenénk a mátrix invertálásához, feltételként mindenképpen határozzuk meg az invertálandó mátrix determinánsát, mivel det(A)≠0 (az alábbi feladat determinánsa det(A)=-3).
| 0. | a1 | a2 | a3 | e1 | e2 | e3 | 1. | a2 | a3 | e1 | e2 | e3 | 2. | a3 | e1 | e2 | e3 | 3. | e1   | e2   | e3  |
| -- | -- | -- | -- | -- | -- | -- | -- | -- | -- | -- | -- | -- | -- | -- | -- | -- | -- | -- | ---- | ---- | --- |
| e1 | 1  | 0  | -2 | 1  | 0  | 0  | a1 | 0  | -2 | 1  | 0  | 0  | a1 | -2 | 1  | 0  | 0  | a1 | 1/3  | 2/3  | 2/3 |
| e2 | 0  | -1 | 1  | 0  | 1  | 0  | e2 | -1 | 1  | 0  | 1  | 0  | e2 | 3  | -1 | 1  | 1  | a3 | -1/3 | 1/3  | 1/3 |
| e3 | 1  | 1  | 0  | 0  | 0  | 1  | e3 | 1  | 2  | -1 | 0  | 1  | a2 | 2  | -1 | 0  | 1  | a2 | -1/3 | -2/3 | 1/3 |

P.S.: az eljárás lényege a következő (bizonyítás nélkül!): a mátrix bármely kiszámítandó elemét úgy határoztuk meg, ahogyan azt az alábbi néhány példán keresztül bemutatom. (A számítás vizuális mechanizmusát jegyezzék meg, figyeljék a számítás olvasása közben a bázistranszformációs táblázatot is!!)
Legyen a generáló elem:=e1a1 (a 0. tömbből az 1.tömbre kiválasztva); ekkor:
Az 1. tömb (első transzformációs fázis -továbbiakban trf.f vagy tömb-) a1a2 eleme a 0. trf.f e1a2 eleme lesz, ehhez hasonlóan kapjuk ugyanezen 1. trf.f a1a3 elemét is, mely a 0. trf.f e1a3 eleme. Az 1. trf.f összes többi a1-hez tartozó elemét így kapjuk!
Tekintsük továbbra is az 1. tömböt. E trf.f e2a2 eleme a 0. tömbben vett e2a2-(e2a1*e1a2):e1a1. 
Most vegyük meghatározandó elemnek pl. a 2. tömb a1a3 elemét. Új generáló elemet kell választanunk a 2. tömbhöz az 1. trf.f-ból ügyelve arra, hogy a bázis első sorából már választottunk generátort, így vagy a 2. vagy 3. sorból választhatunk, az oszlop, minthogy a1 a2 vagy a3-ból válasszunk, az tetszés szerint mindegy. A felsorolt szempontokat figyelembe véve válasszuk generátornak az 1. trf.f e3a2 elemét. Ekkor a 2. tömb a1a3 eleme az első tömbben vett a1a3-(a1a2*e3a3):e3a2. ♦
A fenti báziscserés eljárás ellenőrizhető az adjungált mátrix módszerrel, vagy még egyszerűbben úgy, hogy a kapott inverz mátrixot megszorozzuk az alapmátrixszal, s ha helyesen dolgoztunk, akkor eredményül az alapmátrix dimenziójával megegyező dimenziószámú egységmátrixot kapunk eredményül, azaz: A*A-1=E.

## Elemi bázistranszformációs eljárás az alapmátrix rangjának meghatározására
Vegyük ismét az előző a1=(1 0 1)T, a2=(0 -1 1)T, a3=(-2 1 0)T oszlopvektorokból álló mátrixot. Ennek rangja 3, hiszen az előző feladatban jól látható volt, hogy mindhárom megadott báziscsere végrehajtható volt, így kijelenthető, hogy három lineárisan független bázisvektor alkotja A mátrixot. ♦

## Elemi bázistranszformációs műveletsor elvégzése lineáris egyenletrendszerek megoldására
Legyen az A a1=(1 0 1)T, a2=(0 -1 1)T, a3=(-2 1 0)T oszlopvektorokból álló mátrixhoz rendelt B oszlopmátrix B=(-2 1 4)
Az I. x1-2x3=-2;  II. -x2+x3=1;  III. x1+x2=4 egyenletrendszer megoldása (a bázistranszformációs eljárás ugyanaz mint az első esetben volt, annyi eltéréssel, hogy most nem e1 e2 és e3 oszlopokkal végezzük a műveletsort, hanem b oszlopvektorral):
x1=
x2=
x3=